# Braheborg
Die Braheborg ist eine Doppelendfähre der schwedischen Reederei Trafikverket Färjerederiet in Vaxholm.

## Geschichte
Der Bau des Schiffes wurde am 29. Dezember 2011 bestellt. Der Rumpf und die Aufbauten mit Ausnahme des Steuerhauses wurden unter der Baunummer 1140 auf der Werft Riga Shipyard in Lettland gebaut. Das Steuerhaus entstand unter der Baunummer 211206 auf der Werft Uudenkaupungin Työvene in Finnland, die auch die Ausrüstung des Schiffes lieferte. Da die Abmessungen der Fähre zu groß für die Schleusen des Göta-Kanals sind, wurden die Teile für Rumpf und Aufbauten per Lkw nach Huskvarna transportiert. Hier wurde die Fähre schließlich bis November 2013 zusammengebaut.
Die Fähre wurde am 17. Januar 2014 getauft und am 14. Februar 2014 abgeliefert. Sie wurde am 7. Juni 2014 auf dem Vättersee zwischen Gränna und der Insel Visingsö in Dienst gestellt. Zuvor verkehrten auf dieser Strecke die deutlich kleineren Fähren Ebba Brahe und Christina Brahe.
Der Schiffsentwurf stammte vom Schiffsarchitekturbüro FKAB Marine Design in Uddevalla.

## Technische Daten und Ausstattung
Das Schiff wird von vier Sechszylinder-Dieselmotoren des Motorenherstellers Volvo Penta (Typ: D16MH-650) mit jeweils 480 kW Leistung angetrieben, von denen jeweils zwei in einem Maschinenraum untergebracht sind. Sie wirken jeweils über ein Untersetzungsgetriebe auf eine Propellergondel an den beiden Enden der Fähre. Für die Stromerzeugung stehen zwei von Volvo-Penta-Dieselmotor (D7A KC) mit 139 kW Leistung angetriebene Generatoren zur Verfügung. Die Dieselmotoren können mit Biodiesel betrieben werden.
Die Fähre verfügt über ein durchlaufendes Fahrzeugdeck mit drei Fahrspuren. An beiden Enden befinden sich nach oben aufklappbare Visiere. Dahinter befinden sich herunterklappbare Rampen. Das Fahrzeugdeck ist an beiden Enden nach oben offen. Im mittleren Bereich ist es von den Decksaufbauten überbaut. In den Decksaufbauten sind zwei Aufenthaltsräume für die Passagiere eingerichtet. Hier stehen 264 Sitzplätze zur Verfügung. Auf dem Deck oberhalb des Fahrzeugdecks befinden an den Enden jeweils offene Decksbereiche mit Sitzbänken. Auf die Decksaufbauten ist mittig das Steuerhaus aufgesetzt.
Die Fähre kann 34 Pkw transportieren. Das Fahrzeugdeck kann mit 178 t belastet werden. Die Fähre ist für 397 Passagiere zugelassen. Sie ist mit drei Schiffsevakuierungssystemen ausgestattet.
Der Rumpf des Schiffes ist eisverstärkt (Eisklasse 1B).